# Arthur Tix

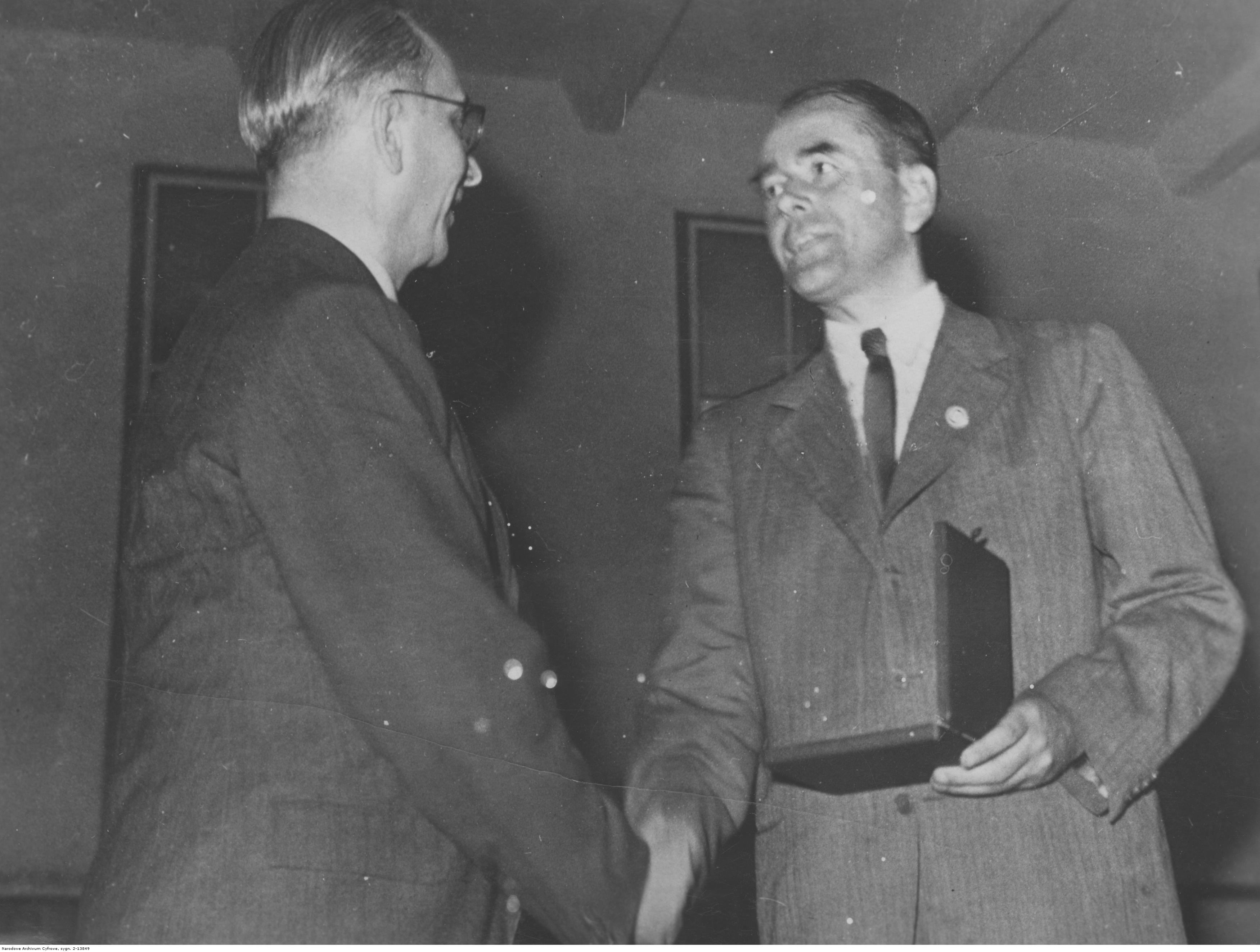
Albert Speer überreicht Arthur Tix das Ritterkreuz des Kriegsverdienstordens (1944)

Arthur Tix (* 16. Dezember 1897 in Darmstadt; † 7. Februar 1971 in Mainz) war ein deutscher Industrieller.

## Leben
Als junger Artillerieoffizier nahm Arthur Tix am Ersten Weltkrieg teil. Anschließend studierte er an der TH Darmstadt Maschinenbau, Technologie und Werkstoffkunde und wurde Mitglied des Corps Franconia Darmstadt. 1922 trat Tix eine Stelle als Betriebsassistent beim Bochumer Verein für Bergbau und Gußstahlfabrikation (BVG) an. 1929 wurde er zum Betriebsleiter und 1934 zum Betriebsdirektor der Walzwerke. 1939 wurde er Leiter sämtlicher Warmbetriebe des BVG, ergänzt durch den Posten als Vorstandsvorsitzender der Hanomag in Hannover ab 1942. Von April 1942 bis September 1943 war er Vorsitzender des Hauptausschusses Waffen und Wehrwirtschaftsführer. Albert Speer wollte ihn 1943 bei Krupp als Werksbeauftragten einsetzen.
Im Nürnberger Prozess der Alliierten gegen die industrielle Elite gehörte er zu den Angeklagten. Nach Ende des Zweiten Weltkrieges gehörte Tix von 1947 bis 1950 dem Vorstand des Stahlwerks Osnabrück an, bevor er als technischer Vorstand zum Bochumer Verein zurückkehrte. Dort trieb er den Ausbau des Werkteils Höntrop voran, ließ dort ein LD-Stahlwerk und gegen zahlreiche Widerstände eine elektronisch gesteuerte Warmbreitbandstraße errichten. Dies habe den Bochumer Stahl-Standort nachhaltig gesichert. Nach Übernahme des Bochumer Vereins durch Krupp 1965 wechselte Tix in den dortigen Aufsichtsrat.

## Ehrungen
- Juli 1944: Ritterkreuz zum Kriegsverdienstkreuz mit Schwertern
- 1957: Robert-W.-Hunt-Medaille (erste Verleihung an einen Deutschen)
- 1959: Ehrensenator der TH Darmstadt
- 1963: Großes Verdienstkreuz der Bundesrepublik Deutschland für die Einführung des Vakuumguss- sowie des LD-Verfahrens
- 1965: Carl-Lueg-Denkmünze[3]
- Dr. Ing. e. h. der TH Clausthal